# Rapelenburg
Rapelenburg, in de Nederlandse provincie Noord-Brabant, is een Eindhovense buurt, gelegen in het stadsdeel Gestel. Rapelenburg behoort tot de wijk Oud-Gestel. De helft van de wijk is woningbouw van voor 1945. Op 1 januari 2023 telde de buurt 1.280 inwoners, verdeeld over 665 woningen, met een gemiddelde WOZ-waarde van € 300.000, op een oppervlakte van 0,23 km².

## Landgoed Rapelenburg
De wijk is vernoemd naar een landgoed, waarop omstreeks 1750 een huis werd gebouwd dat aan het eind van de 18e eeuw werd omgracht en ommuurd: het "kasteeltje" Rapelenburg. Dit huis werd omstreeks 1950 door de gemeente Eindhoven onteigend, onder meer om de Boutenslaan, tegenwoordig onderdeel van de Ring Eindhoven, aan te leggen. Op de plaats waar vroeger de vijver en voortuin was, werd in 1950 het Clarissenklooster Eindhoven gebouwd. Het kasteeltje, hoewel nog in goede staat en inpasbaar in het klooster, werd niettemin gesloopt. Slechts de toegangspoort van “kasteel” Rapelenburg staat er nog. De grachten en muren welke tegenwoordig het klooster omringen, zijn niet meer de originele structuren van het kasteeltje.
Restanten van het landgoed maken tegenwoordig deel uit van de Genneper Parken en het Stadswandelpark.